# Igor' Mjalin
Igor' Andreevič Mjalin (in russo Игорь Андреевич Мялин?; 17 settembre 1996) è un tuffatore russo.

## Palmarès
| Anno | Manifestazione | Sede    | Evento          | Risultato | Prestazione | Note |
| ---- | -------------- | ------- | --------------- | --------- | ----------- | ---- |
| 2015 | Universiadi    | Gwangju | Piattaforma 10m | Argento   | p.          |      |
| 2015 | Universiadi    | Gwangju | Sincro 10m      | Bronzo    | p.          |      |
| 2015 | Universiadi    | Gwangju | Squadra mista   | Oro       | p.          |      |
| 2019 | Mondiali       | Gwangju | Piattaforma 10m | 13º       | 398,50 p.   |      |

### Giovanili
- Europei giovanili di nuoto

Helsinki 2010: oro nella piattaforma 10m (14-15); bronzo nel trampolino 1m (14-15); bronzo nel trampolino 3m (14-15);
Belgrado 2011: oro nella piattaforma 10m (14-15); bronzo nel trampolino 1m (14-15);
2012:  argento nella piattaforma 10m (16-18);